# 28 februarie
ianuarie • februarie • martie  • aprilie  • mai  • iunie  • iulie  • august  • septembrie  • octombrie  • noiembrie  • decembrie
28 februarie este a 59-a zi a calendarului gregorian. Mai sunt 306 zile până la sfârșitul anului (307 zile în anii bisecți).

## Evenimente

1953: James Watson și Francis Crick descoperă structura chimică a ADN-ului; anunțul formal s-a realizat pe 25 aprilie, în numărul din aprilie al revistei Nature.

- 1785: Horea și Cloșca, conducătorii răscoalei țărănești din Transilvania de la 1784, sunt executați prin tragere pe roată.
- 1835: Apariția primului volum al epopeii naționale finlandeze, Kalevala. Ziua Kalevalei.
- 1849: Se inaugurează Catedra de limba și literatura română pe lângă Institutul de Studii Filosofice din Cernăuți.
- 1859: A apărut, la București, prima revistă umoristică românească, Țânțarul, până la 15 august 1859, editată de C.A.Rosetti și N.T. Orășanu.
- 1914: Personajul Charlot, interpretat de Charlie Chaplin apare pentru prima dată în Charlot și umbrela.
- 1944: Premiera comediei "Iata femeia pe care o iubesc" de Camil Petrescu, montată la Teatrul Național din București.
- 1945: Primul ministru, generalul Nicolae Rădescu, și-a prezentat demisia după două luni de guvernare sub presiunea Armatei Roșii.
- 1953: James D. Watson și Francis Crick descoperă structura chimică a ADN-ului; anunțul formal s-a realizat pe 25 aprilie, în numărul din aprilie al revistei Nature.
- 1970: Membrii echipajului navetei spațiale americane Apollo 12, împreună cu soțiile, au întreprins o vizită la București (28 februarie-2 martie).
- 1986: Primul ministru suedez Olof Palme este asasinat pe stradă la Stockholm.
- 1993: A avut loc premiera spectacolului "Richard al III-lea", la Teatrul Odeon din București; sub semnătura regizorului Mihai Măniuțiu, spectacol de referință în istoria teatrului românesc de după 1989.
- 1997: Mihai I al României a revenit din exil, fiind pentru prima dată după 1989 când sosirea fostului suveran este acceptată de populație ca și de toate formațiunile politice; a reprimit pașaport românesc.
- 2013: Încetarea pontificatului Papei Benedict al XVI-lea, în urma abdicării sale din funcția de Suveran Pontif.

## Nașteri

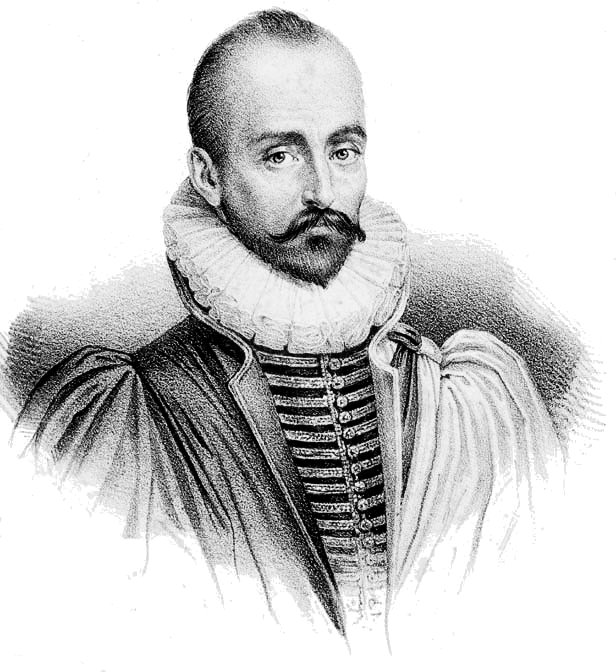
Michel de Montaigne, scriitor, filosof francez

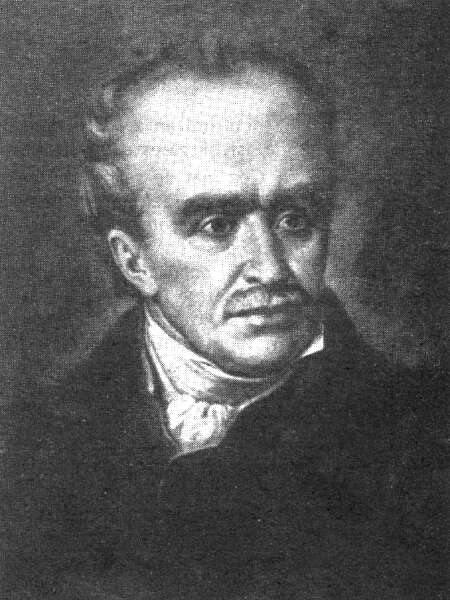
Gheorghe Șincai, istoric, filolog, poet român

- 1155: Henric cel Tânăr, fiu al regelui Henric al II-lea al Angliei (d. 1183)
- 1518: Francisc al III-lea, Duce de Bretania, Delfin de Viennois (d. 1536)
- 1522: Matthias Fronius, jurist sas brașovean (d. 1588)
- 1533: Michel de Montaigne, scriitor, filosof francez (d. 1592)
- 1743: Prințesa Wilhelmine Carolina de Orania-Nassau (d. 1787)
- 1754: Gheorghe Șincai, istoric, filolog, poet român, reprezentant al Școlii Ardelene (d. 1816)
- 1797: Prințul Frederic al Țărilor de Jos (d. 1881)
- 1823: Frederic Francisc al II-lea, Mare Duce de Mecklenburg (d. 1883)
- 1862: Albert Joseph Pénot, pictor francez (d. 1930)
- 1863: Gheorghe Marinescu, medic, fondator al școlii românești de neurologie (d. 1938)
- 1875: Maurice Renard, scriitor francez (d. 1939)
- 1883: Gheorghe Argeșanu, general și om de stat român (d. 1940)
- 1885: Georges Le Roy, actor și regizor francez (d. 1965)
- 1888: Paul Burman, pictor estonian (d. 1934)
- 1901: Linus Pauling, chimist american, laureat al Premiului Nobel (d. 1994)
- 1903: Vincente Minnelli, regizor american (d. 1986)
- 1906: Bugsy Siegel, gangster american (d. 1947)
- 1907: (S.V.) Mircea Eliade, scriitor, filozof și istoric al religiilor (d. 1986)
- 1912: Prințul Bertil, Duce de Halland (d. 1997)
- 1913: Géza Vida, sculptor maghiar din România (d. 1980)
- 1922: Radu Câmpeanu, om politic român (d. 2016)
- 1923: Gyo Obata, arhitect american (d. 2022)
- 1924: Christopher C. Kraft Jr., inginer aerospațial american, director al NASA (d. 2019)
- 1926: Virgil Almășanu, pictor român (d. 2009)
- 1929: Frank Gehry, arhitect american
- 1930: Leon Neil Cooper, fizician american
- 1939: Daniel Tsui, fizician american de origine chineză
- 1939: Gheorghe Vrăneanțu, pictor român (d. 2006)
- 1940: Mario Andretti, pilot american de Formula 1
- 1942: Brian Jones, muzician englez (The Rolling Stones) (d. 1969)
- 1942: Dino Zoff, fotbalist italian
- 1944: Sepp Maier, fotbalist german
- 1946: Mihai Dumitriu, politician român
- 1948: Steven Chu, fizician american
- 1953: Principesa Irina a României, fiica regelui Mihai al României
- 1954: Doru Ana, actor român  (d. 2022)
- 1957: Jan Ceulemans, fotbalist belgian
- 1957: John Turturro, actor, scenarist și regizor american
- 1964: Fernando del Valle, tenor american
- 1966: Paulo Futre, fotbalist portughez
- 1966: Philip Reeve, scriitor britanic
- 1967: Dragoș Neagu, canotor român
- 1968: Marian Vanghelie, politician român, fost primar al sectorului 5 al Bucureștiului
- 1972: Dorin Dobrincu, istoric român
- 1974: Lee Carsley, fotbalist irlandez
- 1974: Alexander Zickler, fotbalist german
- 1977: Rafael Amaya, actor mexican
- 1979: Sébastien Bourdais, pilot francez de Formula 1
- 1980: Lucian Bute, pugilist roman
- 1980: Christian Poulsen, fotbalist danez
- 1981: Florent Serra, jucător francez de tenis
- 1982: Guðný Jenny Ásmundsdóttir, handbalistă islandeză
- 1983: Zhong Man, scrimer chinez
- 1985: Gorica Aćimović, handbalistă austriacă
- 1985: Diego Ribas da Cunha, fotbalist brazilian
- 1987: Antonio Candreva, fotbalist italian
- 1987: Cristina Nedelcu, gimnastă aerobică română
- 1987: Cristian Onofrei, rugbist român
- 1992: Antonio Jakoliš, fotbalist croat
- 2001: Andrei Șelaru, YouTuber român

## Decese
- 0468: Papa Ilarie

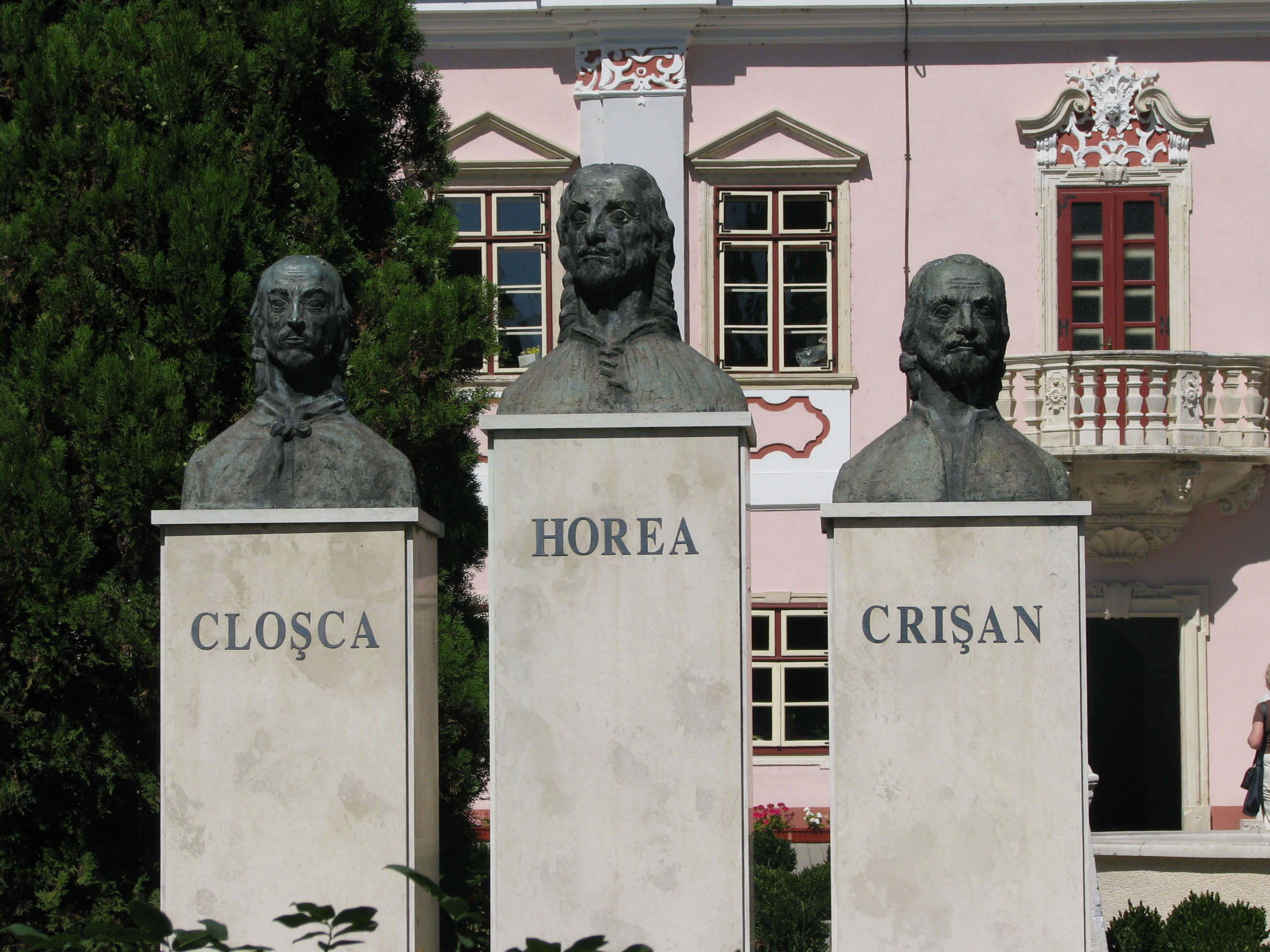
Horea, Cloșca și Crișan, conducători ai răscoalei țărănești de la 1784 din Transilvania

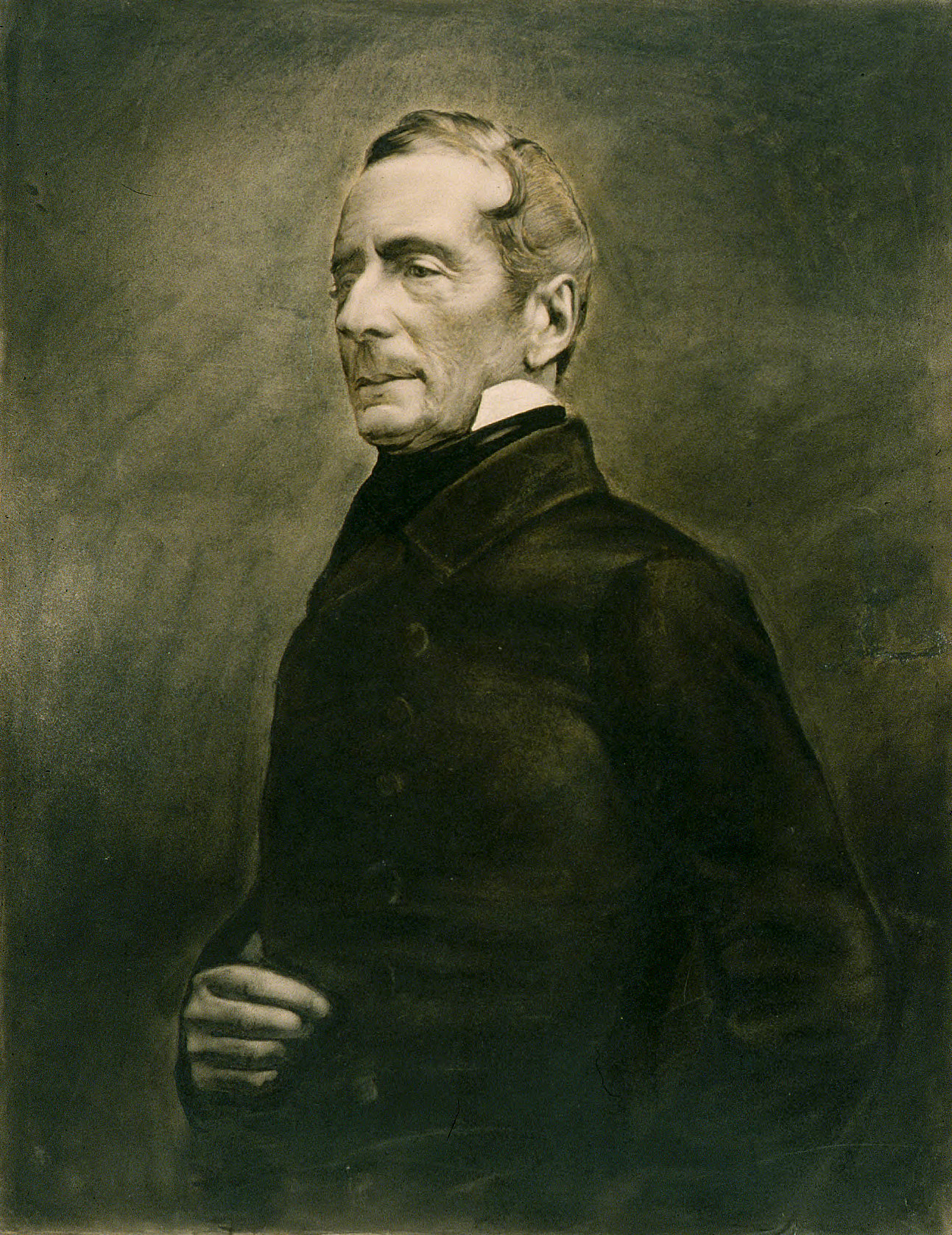
Alphonse de Lamartine, scriitor francez

- 1261: Henric al III-lea de Brabant (n. 1230)
- 1621: Cosimo al II-lea de' Medici, Mare Duce de Toscana (n. 1590)
- 1648: Christian al IV-lea, rege al Danemarcei și Norvegiei (n. 1577)
- 1785: Horea, conducător al răscoalei țărănești de la 1784 din Transilvania (n. 1731)
- 1785: Cloșca, conducător al răscoalei țărănești de la 1784 din Transilvania (n. 1747)
- 1785: Crișan, conducător al răscoalei țărănești de la 1784 din Transilvania (n. 1733)
- 1869: Alphonse de Lamartine, scriitor francez (n. 1790)
- 1879: Antoni Oleszczyński, gravor polonez (n. 1794)
- 1916: Henry James, scriitor american (n. 1843)
- 1923: François Flameng, pictor francez (n. 1856)
- 1925: Friedrich Ebert, politician german, primul președinte al Germaniei (n. 1871)
- 1929: Clemens von Pirquet, medic austriac (n. 1874)
- 1936: Charles Nicolle, medic, bacteriolog francez, laureat Nobel (n. 1866)
- 1941: Alfonso al XIII-lea, rege al Spaniei (1902-1931) (n. 1875)
- 1955: Prințul Gabriel Constantinovici al Rusiei (n. 1887)
- 1983: Magdalena Rădulescu, pictoriță româncă (n. 1902)
- 1986: Olof Palme, om politic, fost prim-ministru al Suediei (1969-1976;1982-1986) (n. 1927)
- 1987: Anny Ondra, actriță germană de orgine cehă (n. 1902)
- 2006: Owen Chamberlain, fizician american (n. 1920)
- 2011: Emmy, cântăreață albaneză (n. 1989)
- 2011: Luminița Cazacu, regizoare și scenografă română de film de animație (n. 1940)
- 2011: Annie Girardot, actriță franceză (n. 1931)
- 2013: Donald Arthur Glaser, fizician american, laureat Nobel (n. 1926)
- 2015: Yașar Kemal, scriitor turc (n. 1923)
- 2016: George Kennedy, actor american (n. 1925)
- 2020: Freeman J. Dyson, fizician teoretician și matematician american de origine britanică (n. 1923)
- 2022: Viorel Mărginean, pictor român (n. 1933)

## Sărbători
- In calendarul ortodox: Sfantul Cuvios Vasile Marturisitorul
- România—Ziua Națională a Protecției Civile (din 1933)
- Spania—Día de Andalucía